# Yūichirō Yamaguchi
Yūichirō Yamaguchi (山口祐一郎, Yamaguchi Yūichirō), né le 5 octobre 1956 dans la préfecture de Kagoshima, est un acteur et chanteur japonais spécialisé dans les comédies musicales. Il apparaît occasionnellement à la télévision.

## Biographie
Yūichirō Yamaguchi est né dans la préfecture de Kagoshima mais a grandi à Tokyo. Il est diplômé de la Shiba Junior & Senior High School, une école privée de la capitale, située à Minato-ku.
En 1979, il auditionne pour la comédie musicale A Chorus Line, pensant qu'il devra délivrer une performance entièrement basée sur le chant (« chorus » signifiant chœur en anglais). Or, les chorégraphies de Michael Bennett et Bob Avian sont très exigeantes. Yamaguchi n'ayant aucune maîtrise de la danse, sa candidature est rejetée ; malgré cet échec, il est remarqué par le metteur en scène Keita Asari. Sur son impulsion, il devient alors stagiaire au sein de la troupe et intègre finalement la Shiki Theatre Company.
En 1981, Yūichirō Yamaguchi fait ses débuts dans l'opéra rock Jesus Christ Superstar, où il interprète le rôle titre. L'année suivante, le prix Reimei lui est remis par le Premier ministre japonais Yasuhiro Nakasone.
Après divers rôles marquants tels que Rum Tum Tugger dans Cats ou le Fantôme dans The Phantom of the Opera, il quitte la Shiki Theatre Company en 1996.
A la suite de son départ, il s'illustre principalement dans des productions de la Tōhō, notamment Jean Valjean dans Les Misérables, Der Tod dans Elisabeth ou encore le Comte von Krolock dans Le Bal des vampires. Durant près de 20 ans, il a d'ailleurs été le seul acteur à camper Krolock sur la scène nippone ; il est rejoint sur la mouture 2025 par Yū Shirota, tous deux interprétant le Comte en alternance.
Depuis 1998, il lui arrive d'apparaître occasionnellement dans des dramas et des téléfilms.
En 2004, lors de la 29e édition des Kikuta Kazuo Theater Awards, il est lauréat du Grand Prix pour ses prestations dans Elisabeth et Les Misérables.
En parallèle à sa carrière sur les planches, depuis 2013, il achève ses études de droit : le chanteur a obtenu son diplôme auprès de la Chuo University, un établissement spécialisé dans les cours par correspondance.

## Performances scéniques partielles

### Comédies musicales

#### Avec la Shiki Theatre Company
- 1979 - 1985 : A Chorus Line : ensemble
- 1981 - 1994 : Jesus Christ Superstar : Jésus-Christ
- 1982 : Evita : ensemble / doublure d'Ernesto Che Guevara
- 1983 - 1985 : Cats : Rum Tum Tugger
- 1985 : Aoitori (d'après la pièce L'Oiseau bleu) : l'Esprit de feu
- 1986 : West Side Story : Tony
- 1987 : Evita : Juan Perón
- 1988 - 1989 : The Phantom of the Opera : Raoul, Vicomte de Chagny
- 1990 - 1995 : The Phantom of the Opera : Erik, le Fantôme de l'opéra

#### Avec laTōhō
- 1997 - 2011 : Les Misérables : Jean Valjean
- 1998 - 2000 : Roman Holiday (d'après le film du même nom) : Joe Bradley
- 1999 : Company : Robert
- 2000 - 2012 : Elisabeth : Der Tod
- 2001 : Autant en emporte le vent (d'après le film du même nom) : Rhett Butler
- 2002 - en cours : Mozart! : Hieronymus  Colloredo
- 2003 - 2005 : And Then There Were None (d'après le roman Ils étaient dix) : Philip Lombard
- 2006 - en cours : Le Bal des Vampires : Comte von Krolock
- 2006 - 2007 : Marie-Antoinette : Alessandro Cagliostro
- 2008 - en cours : Rebecca : Maxim de Winter
- 2009 - 2010 : The Pirate Queen : Tiernan
- 2011 : 3 Musketiers (d'après le roman du même nom) : Cardinal Richelieu
- 2014 - en cours : Lady Bess : Roger Ascham
- 2015 - 2016 : Der Besuch der alten Dame (d'après la pièce La Visite de la vieille dame) : Alfred Ill
- 2016 : The Mystery of Edwin Drood (d'après le roman du même nom) : Maire Thomas Sapsey / Président William Cartwright
- 2016 - en cours : Ōke no Monshō (d'après le manga du même nom) : Imhotep
- 2018 : Sur la route de Madison (d'après le roman et le film du même nom) : Robert Kincaid
- 2019 : The Man Who Laughs : Ursus
- 2022 : Hairspray : Edna Turnblad
- 2023 : Kingdom (d'après le manga du même nom) : Wang Qi
- 2025 : Kane and Abel (d'après le roman du même nom) : Davis Leroy

### Pièces de théâtre
- Equus : Nugget
- Ondine : le chevalier Hans / Bertram ; en alternance avec Takaaki Enoki
- Intermezzo : le spectre
- Hamlet : Fortinbras / Hamlet